# 龍多山摩崖造像及題記
龍多山摩崖造像及題記位於重慶市合川縣赤山鄉，文物遺址年代為唐、宋，1987年1月23日列為重慶市第二批市級文物保護單位初定名單。